# Livjægerne paa Amager
|  | Denne artikel er oprettet af botten PalnaBot ud fra en ekstern database. Den kan derfor have sproglige fejl eller mangler. Denne skabelon kan fjernes efter kontrol af indholdet. |

Livjægerne paa Amager er en film instrueret af Peter Elfelt.

## Handling
Ballet af August Bournonville 1871.